# Classe Le Normand
Les escorteurs de la classe Le Normand (ou du type E52A) constituent un type de bâtiments de combat destinés à la protection ASM des convois, construits pour la Marine nationale française entre 1953 et 1959. D'abord dénommés escorteurs de 2e classe, ils reçurent en 1954 l'appellation définitive d'escorteurs rapides. Leur indicatif visuel commençait par le lettre F Suivi de 3 chiffres de F765 à F778
Le qualificatif de rapide correspond au concept d'escorteur océanique développé au début des années 1950 dans la Royal Navy (bientôt suivie dans cette voie par l'US Navy), en réponse à la menace d'alors des sous-marins modernes de la flotte de guerre soviétique.
Principalement configurée pour la lutte anti-sous-marine, et composée de onze  unités, la classe E52A fait suite à la classe des quatre E50. Cette deuxième série du type escorteur rapide en était une amélioration, et sera suivie par une troisième et ultime série de trois unités, le type E52B.

## Histoire

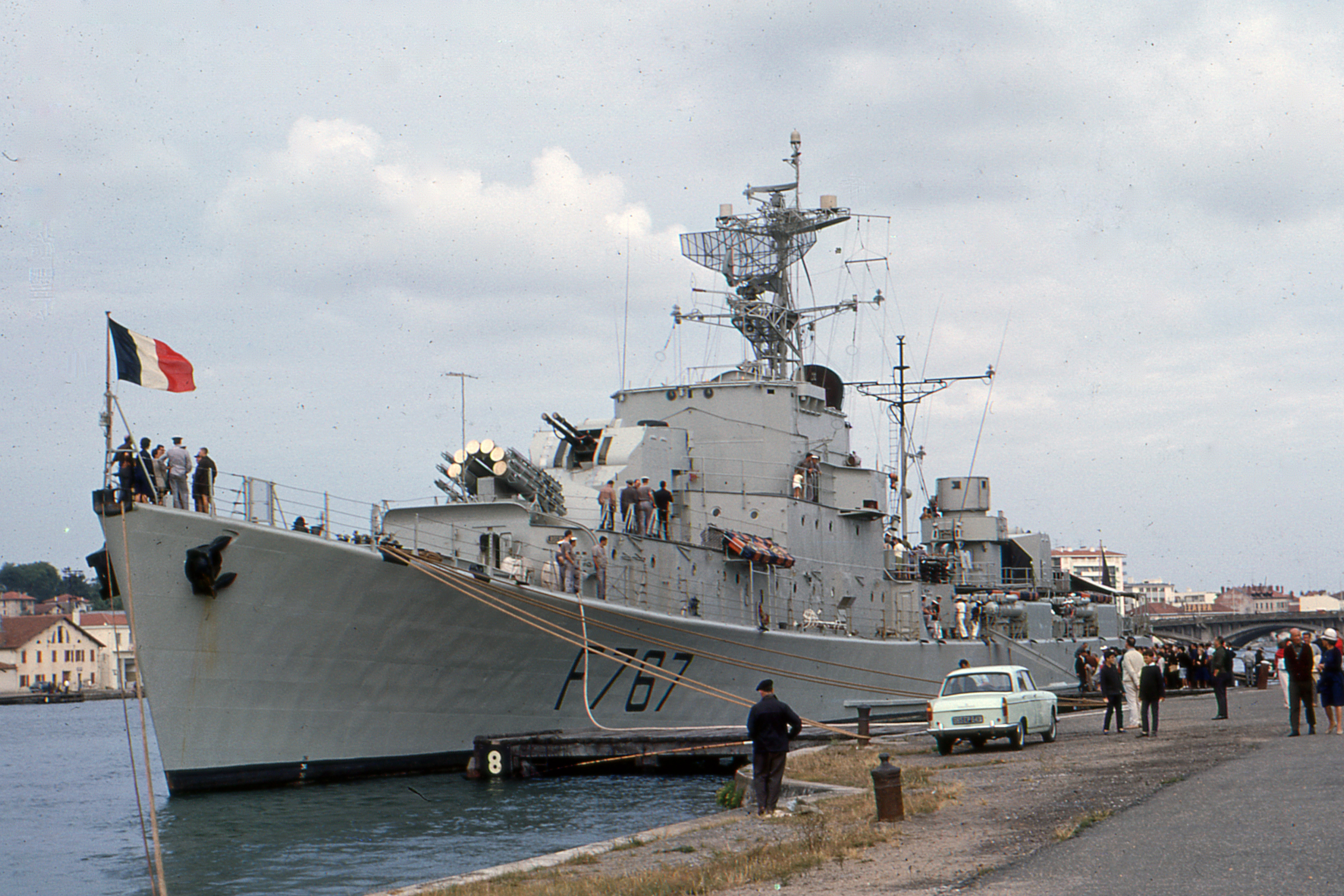
Le Gascon (F767) accueille des visiteurs.à Bordeaux en 1965

Après la Seconde Guerre mondiale, la marine française est réduite à de vieilles unités ayant survécu aux combats et au sabordage de Toulon, à l'apport d'unités légères provenant de l’US Navy et de la Royal Navy et aussi de bâtiments allemands et italiens, récupérés au titre des dommages de guerre.

L'expérience de la dernière guerre a démontré l'utilité de navires d'escorte pour la protection des convois océaniques et des grands bâtiments.

Dès 1943, apparaît donc un nouveau type d'escorteur comme les frégates britanniques de classe River, les corvettes de classe Flower dont les Forces navales françaises libres (FNFL) seront dotées, et les destroyers d'escorte américains de classe Cannon.

En 1949, la France et d'autres pays occidentaux entrant dans la Guerre froide pensent à la construction d'escorteurs rapides pour des groupes aéronavals qui serviront dans le cadre de l'OTAN. La marine française se voit confier la mission prioritaire de la lutte anti-sous-marine. Ses futures constructions seront les 18 escorteurs d'escadre, les 9 avisos escorteurs destinés à l'outre-mer, les 18 escorteurs rapides de lutte anti-sous-marine et les 14 escorteurs côtiers.
Au sujet de la dénomination de « rapide », ce qualificatif visait plus exactement à marquer leur différence avec les escorteurs « tout court » de l'époque de la Seconde Guerre mondiale, destinés à l'escorte des convois marchands, convois dont la vitesse moyenne était modeste (environ 10 nœuds) et qui ne nécessitait de leurs escorteurs qu'une vitesse maximale de l'ordre de 18 nœuds.
Le gain de vitesse (d'environ dix nœuds) par rapport aux escorteurs de convois, correspondait aux performances du même ordre, obtenues par les frégates rapides de la Royal Navy ou par les destroyers d'escorte de l'US Navy, résultant soit de la transformation d'anciens destroyers, soit de bâtiments neufs spécifiquement construits pour la lutte contre les sous-marins rapides, tels que déployés à la fin de la Guerre.
Ces bâtiments étaient commandés par un capitaine de corvette, tandis que le bâtiment chef de division l'était par un capitaine de frégate. Une bande noire peinte sur la cheminée identifiait le bâtiment chef de division. Formation organique, une division d'escorteurs rapides (DER) était composée de 3 à 6 unités du même type.

### Caractéristiques
L'escorteur rapide de type E 52 (E52A et E52B) est un bâtiment de 1 500 tonnes. Ses deux turbines à vapeur de 20 000 ch lui permettent une vitesse maximale de 28 nœuds (52 Km/h) à PMP (puissance maximale pratique). Son rayon d'action est proche de 5 000 nautiques (9 260 km) à 15 nœuds (28 km/h). 
La répartition de l'armement diffère légèrement de celle des E50.

Les E52A n'ont pas été équipés de grenadeurs de sillage comme les E50.

Les quatre plateformes triples de tubes lance-torpilles sont installées sur les passavants bâbord et tribord sur l'arrière de la cheminée. La Drome  se composait d'une baleinière de 7 m, un canot pneumatique de 6 places (+ 1 à partir de 1972).
Les 11 E52A avaient des passerelles différentes. Les 7 premiers, du F765 (Le Normand) au F771 (Le Savoyard) avaient un bloc passerelle de forme cubique et une passerelle supérieure découverte. Les 2 suivants, le F772 (le Breton) et le F773 (le Basque) avaient un bloc passerelle profilé et une passerelle supérieure fermée. Le F774 (l'Agenais) et le F775 (le Béarnais) avaient aussi une passerelle profilée et fermée mais élargie Ces passerelles couvertes offraient une meilleure protection des intempéries pour le personnel de quart mais aussi en cas d'attaque NBC. Les passerelles des trois E52B étaient, elles, identiques à celles des deux derniers E52A.
La cheminée des 11 E52A  était de forme classique, surmontée par un capot peint en noir en forme de volute. La cheminée des 3 E52B (L'Alsacien, Le Provençal et Le Vendéen ) avait une forme dite en aile d'avion du type "Strombos Valensi".entièrement peintes en gris coque. Les cheminées des unités chefs de division étaient cerclées d'une bande noire.

### Armement
Lutte anti-sous-marine :
- 4 plateformes de 3 tubes lance-torpilles de 550 mm ASM avec, sur les E52A, une valise de rechargement sur l'arrière de chaque plateforme
- E52A : 1 lance-roquettes sextuple ASM de type Bofors de 375 mm (avant)
- E52B : 1 mortier quadruple ASM de 305 mm l l'arrière, avec capacité de tir contre la terre. Remplace le lance-roquettes

Défense antiaérienne :
- E52A : 3 pseudo-tourelles doubles de 57 mm AA (1 affût avant et 2 affûts arrière)
- E52B : 2 pseudo-tourelles doubles de 57 mm AA (1 affût avant et 1 affût arrière)
- 2 canons Oerlikon 20 mm AA (de chaque bord sur le rouf arrière)

### Détection électromagnétique
- 1 radar de veille combiné DRBV-20A  puis DRBV-22A
- 1 radar de navigation DRBN-32 ou DRBV-31 sur les E52B
- 1 radar de conduite de tir DRBC-31
- 2 détecteurs de radar ARBA + ARBR-10
- 2 sonars : un DUBA-1 (attaque) et un DUBV-1 (veille) remplacé par un DUBV-24 à partir de 1969 (sauf sur F771, F772 et F773).

### Propulsion
- Deux chaudières dissymétriques Indret timbrés à 35 kg/cm3 et surchauffe à 385°.
- Deux groupes de turbines à engrenages - 2 hélices à 4 pales fixes
- Puissance  20 000 ch - Vitesse 28 nœuds (>29 aux essais)
- Production électrique : sur les E52A : 4 diesels alternateurs Renault de 180 kW (720 kW au total) ; sur les E52B, 1 des diesels alternateurs est remplacé par un turbo-alternateur de 250 kW.

## Unités
Type E52A variante 1/3 :
| Indicatif visuel | Nom            | Chantier                                                  | Lancement       | Service effectif  | Service                                  | Fin de service | Destination                                     |
| ---------------- | -------------- | --------------------------------------------------------- | --------------- | ----------------- | ---------------------------------------- | -------------- | ----------------------------------------------- |
| F765             | Le Normand     | Forges et Chantiers de la Méditerranée à La Seyne-sur-Mer | 13 février 1954 | 13 novembre 1956  | 3e DER                                   | 1980           | coulé comme cible en Méditerranée (US Navy)     |
| F766             | Le Picard      | Ateliers et Chantiers de la Loire à Nantes                | 31 mai 1954     | 20 septembre 1956 | 3e DER Escadre de la Méditerranée        | 1981           | coulé comme cible en océan Atlantique (US Navy) |
| F767             | Le Gascon      | Ateliers et Chantiers de la Loire                         | 11 juillet 1953 | 7 avril 1955      | 7e DER                                   | 1980           | restitué à l’US Navy                            |
| F768             | Le Lorrain     | Forges et Chantiers de la Méditerranée                    | 19 juin 1954    | 1er janvier 1957  | 7e DER                                   | 1978           | restitué à l’US Navy démolition en Espagne      |
| F769             | Le Bourguignon | Chantiers de Penhoët à Saint-Nazaire                      | 28 janvier 1956 | 11 juillet 1957   | GAASM - 7e DER Afrique du Nord           | 1976 (réserve) |                                                 |
| F770             | Le Champenois  | Ateliers et Chantiers de la Loire                         | 12 mars 1955    | 1er juin 1957     | 3e DER Escadre de la Méditerranée        | 1975 (réserve) | coulé en Atlantique en 1978 (US Navy)           |
| F771             | Le Savoyard    | Forges et Chantiers de la Méditerranée                    | 7 mai 1955      | 14 juin 1957      | 5e DER Groupe naval d'essais de missiles | 1982           | coulé en Méditerranée (US Navy)                 |

Type E52A variante 2/3 :
| Indicatif visuel | Nom       | Chantier           | Lancement       | Service effectif | Service                                                  | Fin de service | Destination                                     |
| ---------------- | --------- | ------------------ | --------------- | ---------------- | -------------------------------------------------------- | -------------- | ----------------------------------------------- |
| F772             | Le Breton | Arsenal de Lorient | 23 avril 1955   | 20 août 1957     | GAASM de Toulon 3e DER Groupe naval d'essais de missiles | 1978           | Brise-lames à Brest coulé en 1985 en Atlantique |
| F773             | Le Basque | Arsenal de Lorient | 25 février 1956 | 18 octobre 1957  | GAASM de Toulon Groupe naval d'essais de missiles        | 1980           | coulé en 1984 comme navire-cible                |

Type E52A variante 3/3 :
| Indicatif visuel | Nom         | Chantier           | Lancement       | Service effectif | Service                                             | Fin de service | Destination                   |
| ---------------- | ----------- | ------------------ | --------------- | ---------------- | --------------------------------------------------- | -------------- | ----------------------------- |
| F774             | L'Agenais   | Arsenal de Lorient | 26 janvier 1957 | 14 mai 1958      | GAASM de Toulon Bâtiment d'expérimentation (Toulon) | 1985           | coulé en 1988 en Méditerranée |
| F775             | Le Béarnais | Arsenal de Lorient | 26 janvier 1957 | 18 octobre 1958  | GAASM de Toulon Océan Indien                        | 1980           | coulé en 1985 en Méditerranée |

Type E52B :
| Indicatif visuel | Nom          | Chantier                               | Lancement       | Service effectif | Service                           | Fin de service | Destination                                 |
| ---------------- | ------------ | -------------------------------------- | --------------- | ---------------- | --------------------------------- | -------------- | ------------------------------------------- |
| F776             | L'Alsacien   | Arsenal de Lorient                     | 13 février 1954 | 13 novembre 1956 | 5e DER                            | 1982           | coulé comme cible en Méditerranée en 1986   |
| F777             | Le Provençal | Arsenal de Lorient                     | 5 octobre 1957  | 6 novembre 1959  | GAASM de Toulon 5e DER            | 1981           | coulé comme cible en Méditerranée en 1992   |
| F778             | Le Vendéen   | Forges et Chantiers de la Méditerranée | 27 juillet 1957 | 1er octobre 1960 | 5e DER Bâtiment d'expérimentation | 1982           | Brise-lames à Brest puis coulé comme cible. |